# Discosphaerina punctoidea
Discosphaerina punctoidea är en svampart som tillhör divisionen sporsäcksvampar, och som först beskrevs av Cooke, och fick sitt nu gällande namn av Franz Petrak. Discosphaerina punctoidea ingår i släktet Discosphaerina, och familjen Hyponectriaceae. Arten är reproducerande i Sverige.